# Karolin Horchler
Karolin Horchler (* 9. Mai 1989 in Arolsen) ist eine ehemalige deutsche Biathletin. Ihr größter Erfolg ist der Gewinn der Silbermedaille mit der deutschen Frauenstaffel bei den Weltmeisterschaften 2020.

## Persönliches
Karolin Horchler wuchs in Ottlar auf. Sie begann ihre Karriere beim SC Willingen und startet heute für den WSV Clausthal-Zellerfeld.
Ihre ältere Schwester Nadine und ihre Zwillingsschwester Kristin betrieben auch Biathlon und haben ihre Karrieren als aktive Leistungssportlerinnen bereits beendet. Ihr jüngerer Bruder Adrian (* 1996) ist aktiver Sportler im Bereich Mountainbike.

## Sportliche Karriere

### Anfänge (2007 bis 2012)
Sie bestritt 2007 ihre ersten internationalen Rennen im Rahmen des Europacups der Juniorinnen. In Ruhpolding folgte die Teilnahme an den Biathlon-Juniorenweltmeisterschaften 2008. Im Einzel wurde sie Zehnte, im Sprint Elfte und im Verfolgungsrennen 14. Es folgte eine weitere Teilnahme 2010 in Torsby bei der Horchler hinter Réka Ferencz die Silbermedaille im Einzel gewann. Im Sprint kam sie auf den 18. Rang und wurde 16. der Verfolgung. 2011 bestritt sie ihre ersten Rennen im IBU-Cup. In Altenberg gewann sie als 38. eines Sprints in ihrem ersten Rennen gleich erste Punkte, im Verfolgungsrennen verbesserte sie sich bis auf den 11. Platz. In Annecy erreichte sie als Zweite hinter Carolin Hennecke in einem Einzel erstmals eine Podiumsplatzierung.
In der Saison 2011/2012 durfte Horchler im IBU-Cup erste internationale Wettkampferfahrung sammeln. Ihr bestes Ergebnis wurde ein neunter Platz in der Verfolgung von Haute-Maurienne. Im liegenden Anschlag hatte sie bei den Wettbewerben im IBU-Cup eine Trefferquote von 94 %, im stehenden Anschlag gehörte sie mit 92 % auch zu einer der sichersten Schützen. Damit war Horchler die beste Schützin im deutschen Team. Deutliche gravierende läuferische Defizite verhinderten jedoch vordere Platzierungen. Bei den Biathlon-Europameisterschaften 2012 erreichte sie trotz fehlerfreier Schießeinlagen nur Platz 24 mit über zwei Minuten Rückstand auf die führende Ukrainerin Olena Pidhruschna im Sprint. Im schießlastigen Einzelwettkampf reichte es trotz erneutem fehlerfreien Schießen nur für den neunten Platz. Auf Grund der Schwäche in der Loipe wurde sie für die Wettkämpfe im kanadischen Canmore nicht berücksichtigt und beendete mit soliden Ergebnissen in Altenberg ihre erste Saison als 13. in der Gesamtwertung.

### Erste EM-Medaillen (2012 bis 2014)
Im darauffolgenden Jahr wurde Karolin Horchler erstmals beim sechsten IBU-CUP in Martell eingesetzt. Dank einer starken Schießleistung und einer verbesserten Laufform konnte sie dabei mit ihren ersten Plätzen in Sprint und Verfolgung direkt einen Doppelerfolg landen, was gleichzeitig die ersten deutschen IBU-Cup-Siege der Saison waren. Bei den Biathlon-Europameisterschaften 2013 holte sie Gold mit der Staffel und Bronze in der Verfolgung. Bei den Deutschen Meisterschaften 2013 siegte sie im Sprint und in der Staffel, wurde jeweils Zweite in der Verfolgung sowie im Massenstart und Dritte im Einzel. Dennoch wurde sie zu Beginn der Saison 2013/2014 in die Lehrgangsgruppe 1b eingestuft und gehörte zunächst nicht zum deutschen Weltcupteam.

### Erste Weltcupstarts (2014 bis 2017)

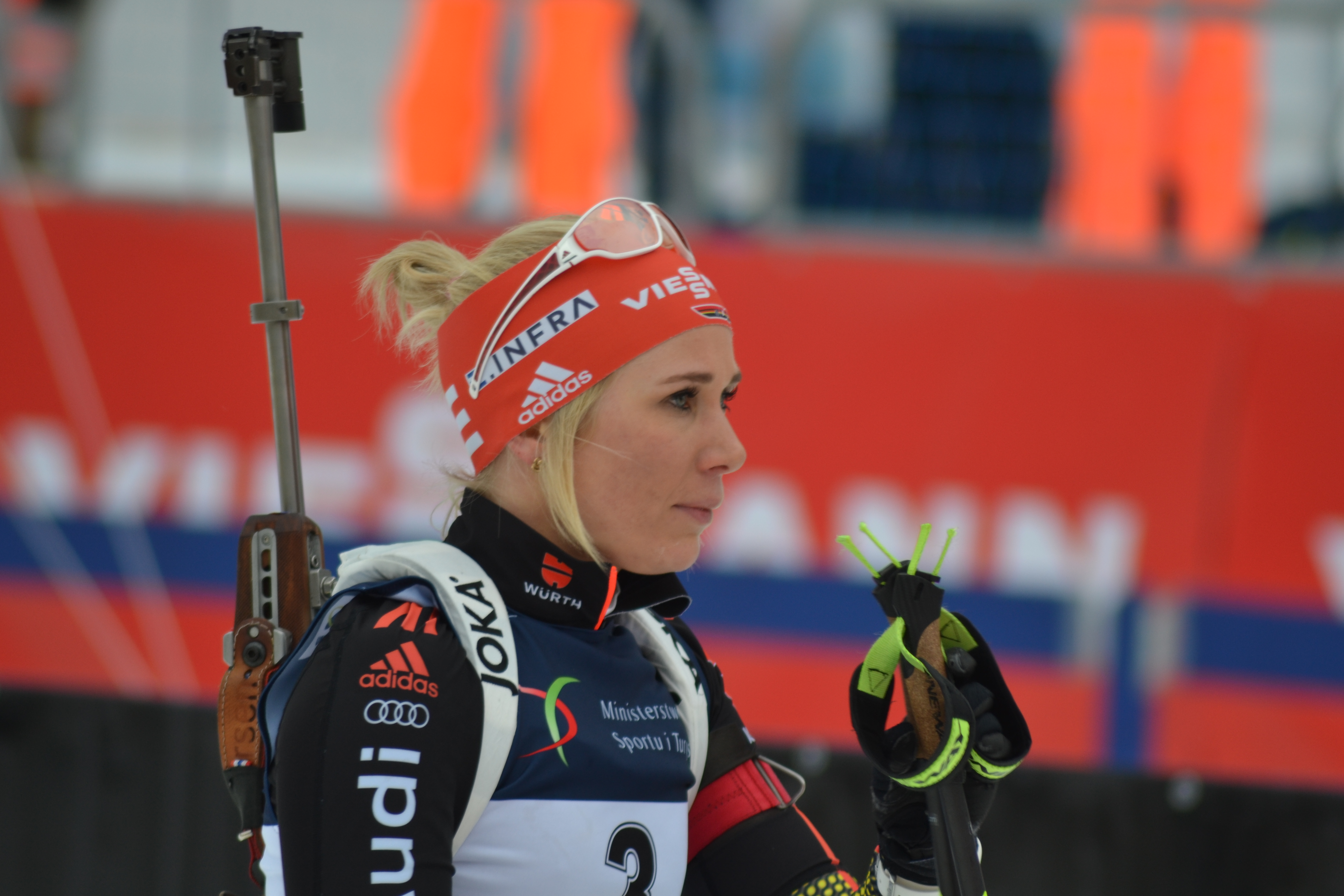
Karolin Horchler bei der EM 2017

Nach guten Leistungen im IBU-Cup wurde Horchler für den Weltcupauftakt 2014/15 in Östersund nominiert. Mit einem 24. Platz im Einzel erreichte sie dort auch gleich einen Platz in den Punkten. Obwohl sie insgesamt vier Mal im Weltcup startete, wurde sie dennoch Zweitplatzierte im Gesamt-IBU-Cup, nachdem sie vier IBU-Cup Rennen, davon allein drei im kanadischen Canmore, für sich entscheiden konnte. Bei den Europameisterschaften im estnischen Otepää gewann sie mit der Damenstaffel die Silbermedaille.
In der Saison 2015/16 startete Karolin Horchler zunächst nur im Einzelrennen in Ruhpolding. Als über Nacht Vanessa Hinz krank wurde, beorderten die Trainer Horchler, die sich bereits auf dem Weg zu den Rennen des IBU-Cups in Südtirol befand, zurück nach Ruhpolding. Sie ging als Startläuferin ins Rennen, und obwohl Miriam Gössner zwei Strafrunden absolvieren musste, belegte die deutsche Staffel nach einer Aufholjagd von Maren Hammerschmidt mit Schlussläuferin Laura Dahlmeier den zweiten Platz. Es war Horchlers erste Podiumsplatzierung im Biahtlonweltcup. Im Sprint von Canmore konnte sie erstmals mit einem neunten Platz ein Top-10-Ergebnis erreichen und sich damit zum ersten Mal im Weltcup für den Massenstart qualifizieren. In Presque Isle stand sie gemeinsam mit Franziska Preuß, Luise Kummer und Miriam Gössner für die deutsche Staffel am Start. Nach einer Strafrunde von Gössner ging Horchler als Fünfte mit einem Rückstand von über 40 Sekunden ins Rennen. Mit einer guten Schießleistung verbesserte sich Horchler zwischenzeitlich auf Rang zwei, musste sich im Zielsprint jedoch Olena Pidhruschna aus der Ukraine geschlagen geben und erreichte als Dritte das Ziel. Sie konnte sich nicht für die Biathlon-WM in Oslo qualifizieren und nahm auch nicht an den letzten Rennen der Saison im russischen Chanty-Mansijsk teil. Sie nahm jedoch an den Biathlon-Europameisterschaften 2016 im russischen Tjumen teil und gewann sowohl im Sprint als auch in der Verfolgung die Silbermedaille. Gemeinsam mit ihrer Schwester Nadine, Matthias Bischl und Florian Graf erreichte sie in der Mixedstaffel nur den vierten Rang, nachdem Graf als Schlussläufer in Führung liegend drei Strafrunden nach dem Liegendschießen absolvieren musste. Im Gesamtweltcup belegte sie den 63. Platz.

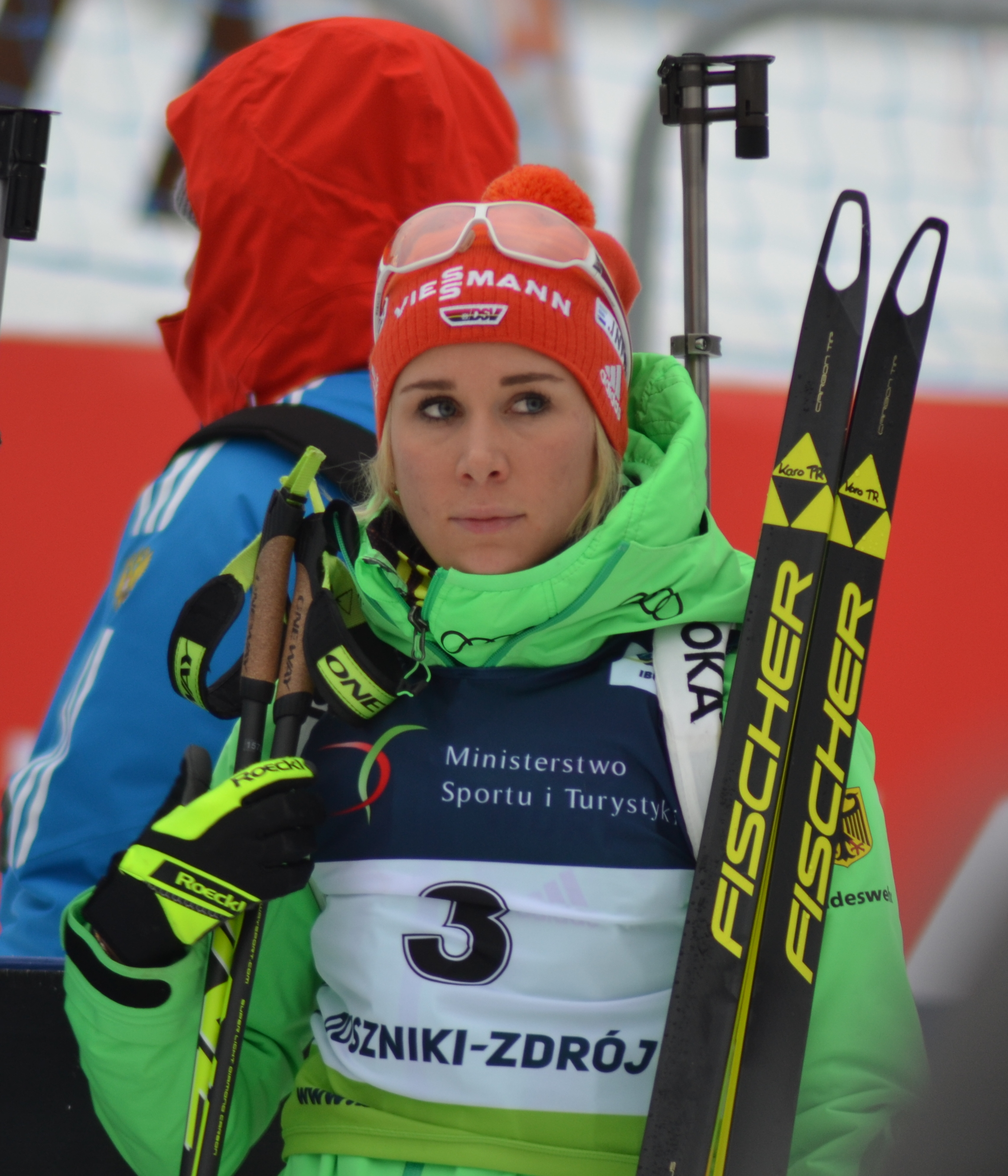
Karolin Horchler bei der EM 2017

Wie bereits im Vorjahr wurde Karolin Horchler für die Lehrgangsgruppe 1b eingeteilt und erhielt B-Kaderstatus. In der Saison 2016/17 startete sie von Anfang an im zweitklassigen IBU-Cup. Im Januar 2017 startete sie – zum ersten Mal mit ihrer Schwester Nadine gemeinsam – bei den Weltcuprennen in Oberhof. Bei den Biathlon-Europameisterschaften im polnischen Duszniki-Zdrój konnte sie den Erfolg des Vorjahres nicht wiederholen, die deutsche Mannschaft gewann bei den Wettkämpfen keine Medaille. Im IBU-Cup gewann sie das Einzelrennen in Obertilliach sowie die Mixedstaffel in Otepää, gemeinsam mit Marion Deigentesch, Matthias Dorfer und David Zobel. Durch ihre konstant guten Leistungen sicherte sie sich die Gesamtwertung der Einzelrennen des IBU-Cups. Obwohl, unter anderem durch ihre Platzierung in der Gesamtwertung des IBU-Cups, dem DSV für das letzte Rennen im Weltcup in Oslo zwei zusätzliche Startplätze bei den Damen zur Verfügung standen, wurden diese weder mit Karolin Horchler noch mit einer anderen Athletin aus der IBU-Cup-Mannschaft besetzt. Nominiert wurden lediglich die Damen, die bereits für Pyeongchang sowie Kontiolahti die deutsche Mannschaft bildeten.
Nach dem Ende der Saison wurde Karolin Horchler dem B2-Kader des DSV zugeteilt. Sie gehört nicht mehr der Lehrgangsgruppe 1b an, aus der üblicherweise die Mannschaft für den IBU-Cup gebildet wird, und kann damit auch an vielen Trainingslagern nicht mehr teilnehmen. Als Mitglied des Förderkaders ist sie in der Vorbereitung auf den Winter mehr auf sich alleine gestellt.

### Gesamtsieg IBU-Cup (2017 bis 2019)
Während der Vorbereitung auf den Biathlon-Weltcup 2017/18 wurde Karolin Horchler im Juni 2017 beim Training mit Skirollern von einem LKW gestreift, stürzte und brach sich dabei das Schultergelenk. Im Training und in der Vorbereitung auf den kommenden Winter war sie stark eingeschränkt und konnte auch fast zehn Wochen lang kein Schießtraining absolvieren. Trotzdem gewann sie bei den Deutschen Meisterschaften im September in Ruhpolding Bronze im Massenstart und konnte sich für den Weltcupauftakt im schwedischen Östersund qualifizieren. Im ersten Rennen der Saison, dem Einzelrennen über 15 km, belegte sie den 19. Rang und erreichte damit ihr bestes Ergebnis in dieser Disziplin. Beim zweiten Weltcup der Saison in Hochfilzen war Horchler ebenfalls Teil der deutschen Mannschaft und ersetzte die erkrankte Franziska Preuß. Anschließend startete sie wieder im zweitklassigen IBU-Cup und nahm an den Europameisterschaften im italienischen Ridnaun teil. Obwohl sie an zwei IBU-Cups und damit insgesamt vier Einzelrennen nicht teilgenommen hatte, gewann Horchler die Gesamtwertung und die Sprintwertung des IBU-Cups. In dieser Zeit gewann sie zwei Rennen und erreichte fünf weitere Podiumsplatzierungen. Mit dieser Platzierung in der Gesamtwertung qualifizierte sie sich auch für die Teilnahme am Saisonfinale des Weltcups im russischen Tjumen. Nach einem elften Platz im Sprint verbesserte sie sich im Verfolgungsrennen auf den fünften Rang. Es war ihre erste Top-10-Platzierung in dieser Disziplin, sie verbesserte ihre persönliche Bestleistung in einem Weltcuprennen und qualifizierte sich für den Massenstart, den sie als Achte ebenfalls mit einer Top-10-Platzierung beendete.
Bei den Deutschen Meisterschaften im September 2018 gewann Karolin Horchler alle Biathlonwettbewerbe und wurde im Staffelrennen gemeinsam mit Franziska Hildebrand und Stephanie Jesse Zweite. Am 17. September wurde Horchler für die ersten drei Veranstaltungen des Weltcups 2018/19 nominiert, sie übernahm damit die Position von Maren Hammerschmidt, die nach einer Sehnenscheidenentzündung nur einen Wettkampf bei den Deutschen Meisterschaften bestreiten konnte und in der Folge vom DSV nicht für die Weltcupmannschaft berücksichtigt wurde. Für den ersten Weltcup der Saison auf der slowenischen Pokljuka-Hochebene hatte sie – ohne Berücksichtigung der Quotenplätze Deutschlands – persönliches Startrecht. Sie kam damit in den Genuss einer Regeländerung durch die IBU, die den Vorjahressiegern der Gesamtwertung des IBU-Cups ein persönliches Startrecht beim ersten Weltcup der Saison einräumt. Karolin Horchler war damit auch die erste Biathletin, die in einem „blauen Trikot“ im Weltcup an den Start ging. Sie behauptete ihren Weltcupplatz in der Mannschaft und wurde auch für die Mannschaft bei den Weltmeisterschaften 2019 im schwedischen Östersund nominiert, erhielt jedoch bei den Titelkämpfen keinen Einsatz.

### Erste WM-Medaille und Verletzungspause (seit 2019)
Zum Beginn des Weltcups 2019/20 gehörte Karolin Horchler zum Aufgebot des DSV für den Biathlon-Weltcup. Nach durchwachsenen ersten Rennen in Östersund und Hochfilzen wurde sie gemeinsam mit Anna Weidel und Franziska Hildebrand in den zweitklassigen IBU-Cup degradiert und durch die Weltcup-Neulinge Marion Deigentesch und Janina Hettich ersetzt. Zudem rückte Maren Hammerschmidt, die nach Verletzung, Operation und einer verpassten Saison wieder Wettkämpfe bestritt, wieder in den Weltcup auf. Karolin Horchler lief nach zwei verpassten Veranstaltungen in Ruhpolding wieder Weltcuprennen. Obwohl sie die interne Qualifikationsnorm des DSV für eine Teilnahme an Weltmeisterschaften nicht erreicht hatte (einen Einzelplatzierung unter den besten 8 oder zwei unter den besten 15 eines Rennens), wurde sie für die Teilnahme an den Biathlon-Weltmeisterschaften 2020 in Antholz nominiert. Sie bestritt dort alle Rennen und qualifizierte sich für den Massenstart, ein 13. Platz in diesem Rennen war ihr bestes Ergebnis bei den Titelkämpfen. Sie wurde für das Staffelrennen nominiert, in dem sie mit der deutschen Mannschaft die Silbermedaille gewann. Sie blieb bis zum vorzeitigen Saisonende in Kontiolahti fester Teil der deutschen Weltcupmannschaft, ihr bestes Ergebnis der Saison war ein zwölfter Platz beim Sprint in Kontiolahti. Nach dem Ende der Saison unterzog sich Horchler einer geplanten Operation, die wegen Schmerzen der Schienbeinmuskulatur (beidseitiges Kompartmentsyndrom) nötig geworden war. Der Operationstermin direkt nach Ablauf der Saison wurde so gewählt, dass dieser in die trainingsfreie Zeit nach den Wettkämpfen fällt, in denen die Sportler ohnehin nicht trainieren und zum Regenerieren oder für einen Urlaub nutzen. So wollte Horchler sicherstellen, dass sich durch die Operation für sie kein Trainingsrückstand ergibt. Im Juni jedoch brach sie sich beim Krafttraining eine Rippe. Mitte Juli nahm sie bereits wieder an einem Mannschaftslehrgang mit Höhentraining teil, die noch nicht richtig verheilte Rippe brach erneut. In der Folge gab sich Horchler wesentlich mehr Zeit für die Heilung und stand erst im November das erste Mal wieder auf Skiern. Bedingt durch ihre Verletzung und auch den großen Trainingsrückstand verpasste sie die Saison 2020/21 vollständig.

## Statistik

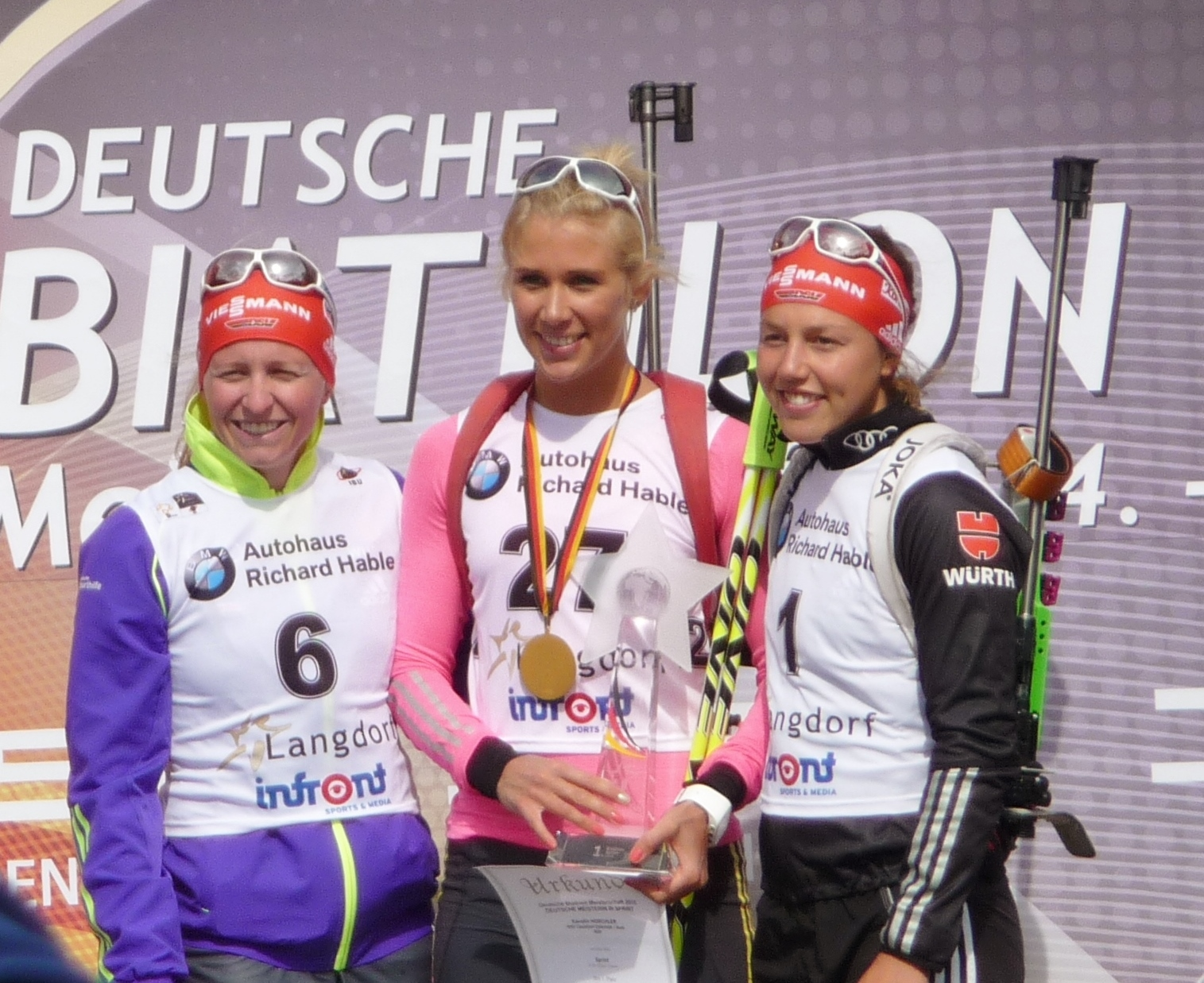
Hildebrand, Horchler und Dahlmeier bei der DM 2015

### Weltcupplatzierungen
Die Tabelle zeigt alle Platzierungen (je nach Austragungsjahr einschließlich Olympische Spiele und Weltmeisterschaften).
- 1.–3. Platz: Anzahl der Podiumsplatzierungen
- Top 10: Anzahl der Platzierungen unter den ersten zehn (einschließlich Podium)
- Punkteränge: Anzahl der Platzierungen innerhalb der Punkteränge (einschließlich Podium und Top 10)
- Starts: Anzahl gelaufener Rennen in der jeweiligen Disziplin
- Staffel: inklusive Mixed- und Single-Mixed-Staffeln

| Platzierung              | Einzel | Sprint | Verfolgung | Massenstart | Staffel | Gesamt |
| ------------------------ | ------ | ------ | ---------- | ----------- | ------- | ------ |
| 1. Platz                 |        |        |            |             |         |        |
| 2. Platz                 |        |        |            |             | 3       | 3      |
| 3. Platz                 |        |        |            |             | 2       | 2      |
| Top 10                   |        | 1      | 1          | 2           | 11      | 15     |
| Punkteränge              | 5      | 13     | 14         | 6           | 12      | 50     |
| Starts                   | 9      | 26     | 18         | 6           | 12      | 71     |
| Stand: 31. Dezember 2021 |        |        |            |             |         |        |

### Weltcupwertungen
Ergebnisse bei Biathlon-Weltcups (Disziplinen- und Gesamtweltcup) gemäß Punktesystem
| Saison  | Einzel | Einzel | Sprint | Sprint | Verfolgung | Verfolgung | Massenstart | Massenstart | Gesamt | Gesamt |
| Saison  | Platz  | Punkte | Platz  | Punkte | Platz      | Punkte     | Platz       | Punkte      | Platz  | Punkte |
| ------- | ------ | ------ | ------ | ------ | ---------- | ---------- | ----------- | ----------- | ------ | ------ |
| 2014/15 | 47.    | 17     | -      | -      | 75.        | 5          | -           | -           | 73.    | 22     |
| 2015/16 | -      | -      | 58.    | 32     | 60.        | 21         | 45.         | 16          | 63.    | 69     |
| 2017/18 | 32.    | 22     | 59.    | 30     | 43.        | 49         | 33.         | 34          | 45.    | 135    |
| 2018/19 | 68.    | 4      | 29.    | 100    | 33.        | 83         | 29.         | 52          | 32.    | 239    |

### Weltmeisterschaften
Ergebnisse bei den Weltmeisterschaften:
| Weltmeisterschaften | Weltmeisterschaften | Einzel | Sprint | Verfolgung | Massenstart | Staffel | Mixedstaffel | Single-Mixedstaffel |
| Jahr                | Ort                 | Einzel | Sprint | Verfolgung | Massenstart | Staffel | Mixedstaffel | Single-Mixedstaffel |
| ------------------- | ------------------- | ------ | ------ | ---------- | ----------- | ------- | ------------ | ------------------- |
| 2020                | Antholz             | 26.    | 23.    | 15.        | 13.         | 2.      | –            | –                   |

### IBU-Cup-Siege
| Datum             | Ort             | Disziplin     |
| ----------------- | --------------- | ------------- |
| 2. Februar 2013   | Martell         | Sprint        |
| 3. Februar 2013   | Martell         | Verfolgung    |
| 8. Februar 2015   | Osrblie         | Verfolgung    |
| 28. Februar 2015  | Canmore         | Sprint        |
| 1. März 2015      | Canmore         | Sprint        |
| 4. März 2015      | Canmore         | Einzel        |
| 16. Dezember 2016 | Obertilliach    | Einzel        |
| 8. März 2017      | Otepää          | Mixed-Staffel |
| 16. Dezember 2017 | Obertilliach    | Sprint        |
| 14. März 2018     | Chanty-Mansijsk | Supersprint   |